# Анадолы
Анадо́лы (укр. Анадоли) — село в Хотинской городской общине Днестровского района Черновицкой области Украины.
До 2020 года входило в Хотинский район
Население по переписи 2001 года составляло 929 человек. Почтовый индекс — 60009. Телефонный код — 3731. Код КОАТУУ — 7325082001.